# 기조 (솔로몬 제도)

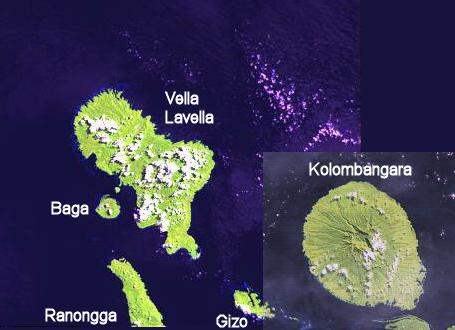
뉴조지아 제도를 구성하는 섬들의 위성 사진

기조(영어: Gizo)는 솔로몬 제도 기조섬에 위치한 도시로 서부주의 주도이며 인구는 6,154명(2005년 기준)이다. 솔로몬 제도의 수도인 호니아라에서 북서쪽으로 약 380km 정도 떨어진 곳에 위치하고 있고 콜롬방가라섬의 남서쪽과 접한다. 다이빙과 서핑으로 유명한 관광지이기도 하다.

## 역사
기조섬에 거주하던 부족들은 고대부터 헤드헌터로 악명이 높았으며 주변 지역 부족들은 기조섬에 거주하던 부족들을 없애기 위해 함께 모이는 특이한 과정을 밟았다고 한다. 기조섬은 일반적인 관습을 따르던 솔로몬 제도의 다른 지역과는 달리 국가가 소유하게 되었고 등록된 토지 소유권을 획득할 수 있는 상대적인 용이성으로 인해 행정, 상업의 중심지가 되었다.
1902년에는 영국의 기독교 목사였던 존 프랜시스 골디에 의해 감리교 선교회가 설립되었다. 골디 목사는 서부 주의 선교 사업을 장악하면서 현지 교회로부터 높은 충성심을 받았지만 한동안 영국 식민지 당국과의 마찰을 빚기도 했다. 뉴질랜드 출신의 의학자이자 감리교 선교사였던 에드워드 세이어스는 1927년부터 1934년까지 기조에 병원을 설립하고 말라리아 퇴치에 관한 현장 연구를 진행했다.
태평양 전쟁이 진행 중이던 1942년에는 일본 제국 군대에 점령되기도 했으며 2007년 4월 2일에는 이 곳에서 남동쪽으로 약 40km 정도 떨어진 곳에 위치한 진도 8.1 규모의 지진과 쓰나미로 인해 52명이 사망하고 건물이 파괴되는 피해를 입었다.

## 기후
| Ghizo의 기후             | Ghizo의 기후 | Ghizo의 기후 | Ghizo의 기후 | Ghizo의 기후 | Ghizo의 기후 | Ghizo의 기후 | Ghizo의 기후 | Ghizo의 기후 | Ghizo의 기후 | Ghizo의 기후 | Ghizo의 기후 | Ghizo의 기후 | Ghizo의 기후  |
| 월                       | 1월          | 2월          | 3월          | 4월          | 5월          | 6월          | 7월          | 8월          | 9월          | 10월         | 11월         | 12월         | 연간          |
| ------------------------ | ------------ | ------------ | ------------ | ------------ | ------------ | ------------ | ------------ | ------------ | ------------ | ------------ | ------------ | ------------ | ------------- |
| 일평균 최고 기온 °C (°F) | 30.9 (87.6)  | 30.8 (87.4)  | 30.7 (87.3)  | 30.4 (86.7)  | 30.4 (86.7)  | 29.9 (85.8)  | 29.2 (84.6)  | 29.3 (84.7)  | 29.8 (85.6)  | 30.5 (86.9)  | 30.8 (87.4)  | 31.0 (87.8)  | 30.3 (86.5)   |
| 일일 평균 기온 °C (°F)   | 27.4 (81.3)  | 27.3 (81.1)  | 27.2 (81.0)  | 27.0 (80.6)  | 27.1 (80.8)  | 26.7 (80.1)  | 26.3 (79.3)  | 26.2 (79.2)  | 26.6 (79.9)  | 27.0 (80.6)  | 27.2 (81.0)  | 27.4 (81.3)  | 26.9 (80.5)   |
| 일평균 최저 기온 °C (°F) | 23.9 (75.0)  | 23.8 (74.8)  | 23.8 (74.8)  | 23.7 (74.7)  | 23.8 (74.8)  | 23.5 (74.3)  | 23.4 (74.1)  | 23.2 (73.8)  | 23.4 (74.1)  | 23.5 (74.3)  | 23.7 (74.7)  | 23.8 (74.8)  | 23.6 (74.5)   |
| 평균 강수량 mm (인치)    | 413 (16.3)   | 353 (13.9)   | 385 (15.2)   | 292 (11.5)   | 272 (10.7)   | 258 (10.2)   | 367 (14.4)   | 285 (11.2)   | 267 (10.5)   | 247 (9.7)    | 246 (9.7)    | 284 (11.2)   | 3,669 (144.5) |
| 출처: Climate-Data.org   |              |              |              |              |              |              |              |              |              |              |              |              |               |